# Sclerophrys togoensis
Sclerophrys togoensis är en groddjursart som först beskrevs av Ahl 1924.  Sclerophrys togoensis ingår i släktet Sclerophrys och familjen paddor. Inga underarter finns listade i Catalogue of Life.
Denna padda förekommer i Västafrika från Guinea till Togo. Den lever i kulliga regioner och bergstrakter mellan 100 och 1200 meter över havet. Individerna vistas i träskmarker och fuktiga skogar. Äggläggningen sker i vattendrag med låg flöde. De övertäcks med slam.
Beståndet hotas av skogsröjningar och vattenföroreningar. Hela populationen minskar men den bedöms fortfarande som stor. IUCN kategoriserar arten globalt som livskraftig.